# الکساندر فریتاس
الکساندر فریتاس (انگلیسی: Alexsander Freitas؛ زاده ۱۰ نوامبر ۱۹۷۴) یک بازیگر پورنوگرافی اهل برزیل است. 